# 张抃
张抃，南宋地方官员。
张抃曾接替张颖任华亭县知县一职，1195年由徐民瞻接任。